# Metasilicato de sodio

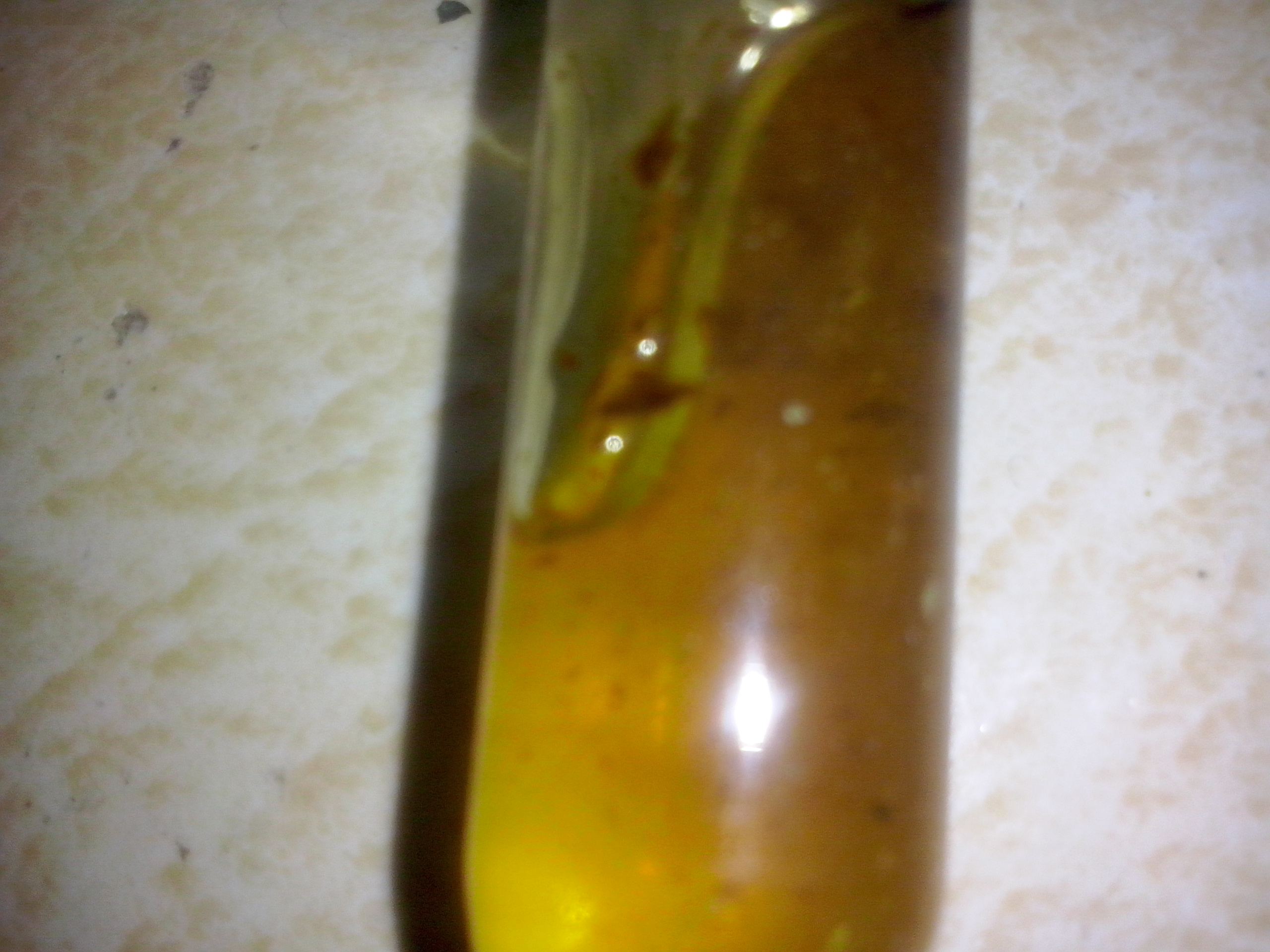
Silicato de sodio.

El metasilicato de sodio o silicato sódico (nombre común del compuesto silicato de sodio), también conocido como vidrio soluble, es una sustancia inorgánica, de fórmula Na2SiO3 que se encuentra en soluciones acuosas y también en forma sólida en muchos compuestos, entre ellos el cemento, impermeabilizadores, refractores, y procesos textiles.
Se forma cuando el carbonato de sodio y el dióxido de silicio o arena de sílice reaccionan a aproximadamente 1400 °C formando silicato de sodio y dióxido de carbono:
Na2CO3 + SiO2 → Na2SiO3 + CO2
Está disponible comercialmente en varios grados y en forma anhidra y pentahidratada de varias empresas estadounidenses. Las capacidades anuales de producción oscilan entre 23 y 360 miles de toneladas (2000).

## Historia
Los silicatos solubles de metales alcalinos (sodio o potasio) fueron observados por los alquimistas europeos ya en el siglo XVI. Giambattista della Porta notó en 1567 que el "tartari salis" (crémor tártaro, hidrogenotartrato de potasio) provoca la fusión de "cristales" en polvo (cuarzo) a una temperatura más baja. Otras posibles referencias tempranas a los silicatos alcalinos fueron dadas por Basil Valentin (Basil Valentin) en 1520,  y Agricola en 1550. Alrededor de 1640, Jan Baptist van Helmont informó sobre la formación de silicatos alcalinos como sustancias solubles formadas al derretir arena con un exceso de álcali y observó que el silicio El dióxido se puede precipitar cuantitativamente añadiendo ácido a la solución. Glauber fabricó silicato de potasio en 1646, al que llamó "sílice líquida", fundiendo carbonato de potasio (obtenido mediante calcinación crema de cal) y arena en la olla, y vertiendo la mezcla con fundido hasta que dejaran de salir burbujas (debido a la liberación de dióxido de carbono). La mezcla se dejó enfriar y luego se molió hasta obtener un polvo fino. Cuando el polvo se expuso al aire húmedo, formó gradualmente un líquido viscoso, que Glauber llamó "-{Oleum oder Liquor Silicum, Arenæ, vel Crystallorum}-" (es decir, aceite o solución de sílice, arena o cristal de cuarzo). Sin embargo, más tarde se afirmó que la sustancia preparada por estos alquimistas no era vidrio soluble, como se entiende hoy en día.  Fue preparado en 1818 por Johan Nepomuk von Fuhs, tratando el ácido silícico (Ácido silicio)] con álcali; la sustancia resultante es soluble en agua, "pero no se ve afectada por los cambios atmosféricos". 
El "vidrio líquido" se definió en el Manual de Tecnología Química de Von Wagner (traducido en 1892 en inglés) como cualquier silicato alcalino soluble, observado por primera vez por Van Helmont en 1640 como una sustancia fluida que aparece cuando se derrite la arena (sílice) con un exceso de álcali.A veces también se lo denomina "licor de guijarros".
Johann Rudolf Glauber, en 1648, produjo lo que llamó "sílice fluida" a partir de potasa y sílice.
Von Fuchs, en 1825, obtuvo vidrio líquido haciendo reaccionar ácido silícico con un álcali, siendo el resultado soluble en agua "pero no afectado por los cambios atmosféricos".
Von Wagner distingue varios tipos: carbonato de sodio (sosa), potasio, "doble" (sodio y potasio) y Fixin. El tipo Fixin era un fijador que consistía en una mezcla sobresaturada de sílice de "vidrio líquido" (potasio y sodio), utilizado para estabilizar pigmentos de agua inorgánica depositados sobre cemento (para letreros exteriores y de paredes).

## Propiedades
El metasilicato de sodio es un sólido blanco que se disuelve en agua directamente, produciendo una solución alcalina. Es parte de un conjunto de compuestos relacionados que incluyen el ortosilicato de sodio, Na4SiO4; pirosilicato de sodio, Na6Si2O7, y otros. Todos son vidriosos, sin color y solubles en agua.
El metasilicato de sodio es estable en soluciones neutras y alcalinas. En soluciones ácidas, el ion silicato reacciona con los iones de hidrógeno para formar ácido silícico, que al ser calentado y tostado forma gel de sílice, una sustancia dura y vidriosa.

## Estructura
En el sólido anhidro, el anión metasilicato es polimérico, y consiste de un tetraedro con vértices compartidos {SiO4}, y no un ion discreto SiO32− .
Adicionalmente en su forma anhidra, existen hidratos con la fórmula Na2SiO3·nH2O (donde n = 5, 6, 8, 9), que contienen el anión aproximadamente tetrahédrico  discreto SiO2(OH)22− con el agua de la hidratación. Por ejemplo, el silicato de sodio pentahidratado disponible comercialmente Na2SiO3·5H2O es formulado como  Na2SiO2(OH)2·4H2O, y el nonahidrato Na2SiO3·9H2O es formulado como  Na2SiO2(OH)2·8H2O. Las formas pentahidrato y nonahidrato tienen sus propios números CAS. 10213-79-3 y 13517-24-3 respectivamente.

## Usos
El metasilicato de sodio reacciona con los ácidos para producir gel de sílice. Entre sus usos se cuentan:
- Cementos y aglutinantes: el metasilicato de sodio deshidratado forma cemento o agente aglutinante.
- Pulpa y agente de encolado; además cuando se mezcla con peróxido de hidrógeno en el proceso de blanqueo de celulosa, actúa como tampón y agente estabilizador.
- Jabones y detergentes (incluidos los de lavavajillas): por una combinación de excelentes propiedades como emulsionante y agente de suspensión.[20]
- Aplicaciones automotrices: desmantelamiento de motores viejos (programa CARS), sellador del sistema de enfriamiento, reparación de escapes.
- Artesanía: forma "estalagmitas" al reaccionar con iones metálicos y precipitarlos. También se utiliza como pegamento llamado "vidrio soluble".
- en la dieta, como un aditivo alimentario, regulado bajo el número E550, como antiaglomerante[21] y - al comienzo del siglo XX con gran éxito - para la conservación de los huevos. Cuando los huevos frescos se sumergen en una solución de silicato de sodio, las bacterias capaces de degradar el huevo se mantienen alejadas y se mantiene la humedad, manteniendo el huevo hasta por nueve meses. Era necesario perforar la cáscara de los huevos así conservados antes de cocinarlos en agua hirviendo, para dejar escapar el vapor porque la cáscara ya no era porosa;
- como masilla de reparación rápida: el silicato de sodio y el silicato de magnesio disueltos en agua se utilizan como una pasta espesa para reparar los caños de escapes de vehículos. Cuando el sistema de escape alcanza su temperatura de funcionamiento, el calor seca la pasta que polimeriza en una especie de vidrio, lo que permite la reparación (temporal, porque sin embargo es relativamente frágil);
- como sellador de reparación en medios líquidos calientes (en 2011 se usó para sellar grietas después del accidente en la planta de energía nuclear de Fukushima. El silicato de sodio en solución puede tapar las fugas en las juntas (por ejemplo, junta de culata, con el "vidrio líquido" inyectado a través del radiador de un automóvil por ejemplo, y enviado en las partes calientes del motor, porque a 100- 105 °C , silicato de sodio pierde sus moléculas de agua para formar un sellador muy potente que sólo funde por encima de 810 °C. Una junta de culata reparada con silicato de sodio puede permanecer hermética hasta dos años o más, con un sellado muy rápido (minutos después de la aplicación). Este tipo de uso solo es posible en un entorno que alcance la temperatura de polimerización de 100 a 105 °C  ;
- como inhibidor de la corrosión en determinados circuitos de agua;
- como sustrato de crecimiento para determinadas algas en criaderos de acuicultura;
- para la fabricación (antes) de munición, por ejemplo para los cartuchos de revólveres con pólvora negra producidos por la Colt Manufacturing Company de 1851 a 1873, en particular durante la guerra civil estadounidense. El silicato de sodio selló los papeles nitrados combustibles juntos para formar un cartucho de papel cónico que contiene la pólvora negra, así como para pegar la bala de plomo o la bala cónica al extremo abierto del "cartucho" de papel. Estos cartuchos pegados con silicato de sodio se insertaron enteros en los cañones de los revólveres, lo que aceleró el tiempo de recarga. Este uso fue destronado por la invención de los cartuchos revestidos de latón a partir de 1873;[22]

## Evaluación de riesgos

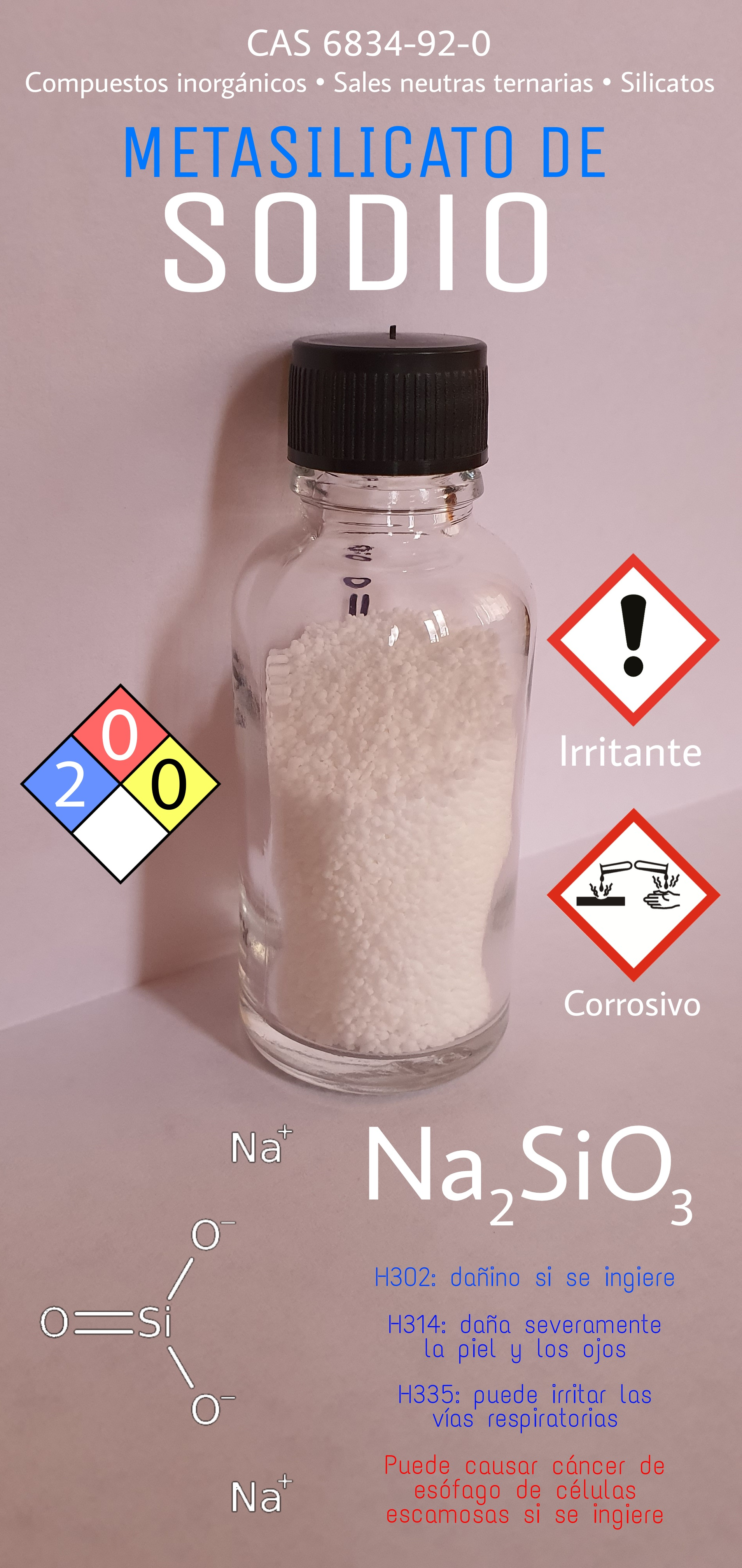
Etiqueta de seguridad.

En 2015, la UE incluyó el metasilicato disódico en el plan de acción móvil de la Comunidad (CoRAP) de conformidad con el Reglamento (CE) n.º 1907/2006 (REACH) como parte de la evaluación de sustancias. Los efectos de la sustancia sobre la salud humana o el medio ambiente se revalúan y, si es necesario, se inician medidas de seguimiento. Las razones de la absorción de metasilicato disódico fueron las preocupaciones sobre el uso por parte del consumidor, el alto tonelaje (agregado) y el índice de caracterización de alto riesgo (RCR), así como el posible riesgo de toxicidad reproductiva. La revaluación tuvo lugar a partir de 2015 y fue realizada por Letonia. Luego se publicó un informe final.